# The Wrong Side of Heaven and the Righteous Side of Hell, Volume 2
Albums de Five Finger Death Punch
The Wrong Side of Heaven and the Righteous Side of Hell, Volume 1
(2013) Got Your Six
(2015)
Singles
1. Battle Born
Sortie : 10 septembre 2013
2. House of the Rising Sun
Sortie : 3 février 2014

The Wrong Side of Heaven and the Righteous Side of Hell, Volume 2 est le cinquième album studio du groupe de heavy metal américain Five Finger Death Punch, paru le 19 novembre 2013. 
C'est le deuxième de deux albums du groupe à avoir été lancé, The Wrong Side of Heaven and the Righteous Side of Hell, Volume 1 ayant été lancé le 30 juillet précédent. L'album a été entièrement produit par Kevin Churko et Five Finger Death Punch.

## Liste des titres
Toutes les paroles ont été écrites et composées par Ivan Moody, Zoltan Bathory, Jason Hook, Jeremy Spencer et Kevin Churko excepté House of the Rising Sun qui est une reprise.
| No  | Titre                   | Durée |
| --- | ----------------------- | ----- |
| 1.  | Here to Die             | 3:00  |
| 2.  | Weight Beneath My Sin   | 3:36  |
| 3.  | Wrecking Ball           | 3:13  |
| 4.  | Battle Born             | 3:43  |
| 5.  | Cradle to the Grave     | 3:18  |
| 6.  | Matter of Time          | 3:16  |
| 7.  | The Agony of Regret     | 1:42  |
| 8.  | Cold                    | 3:47  |
| 9.  | Let This Go             | 3:16  |
| 10. | My Heart Lied           | 3:35  |
| 11. | A Day in My Life        | 3:44  |
| 12. | House of the Rising Sun | 4:07  |

## Singles
Le premier single de l'album, Battle Born, est lancé le 10 septembre 2013. Il fait référence au drapeau du Nevada, état d'où le groupe est originaire.
Le deuxième single, une reprise de la chanson House of the Rising Sun, est sorti le 3 février 2014.

## Réception
À la sortie de l'album, il était classé en 2e position sur le Billboard 200 et en 1re position des Top Rock Albums, ayant vendu 77 000 copies dans la première semaine[réf. nécessaire]. En date du mois de juillet 2015, 510 000 copies du disque s'étaient écoulées[réf. nécessaire].

## Classements hebdomadaires
| Classement (2013)                 | Meilleure place |
| --------------------------------- | --------------- |
| Allemagne (Media Control AG)      | 13              |
| Australie (ARIA)                  | 29              |
| Autriche (Ö3 Austria Top 40)      | 17              |
| Canada (Canadian Albums Chart)    | 6               |
| États-Unis (Billboard 200)        | 2               |
| États-Unis (Hard Rock Albums)     | 1               |
| États-Unis (Top Rock Albums)      | 1               |
| Royaume-Uni (UK Albums Chart)     | 44              |
| Royaume-Uni (Rock & Metal Albums) | 1               |
| Suède (Sverigetopplistan)         | 24              |
| Suisse (Schweizer Hitparade)      | 81              |

## Certifications
| Pays                  | Certification |
| --------------------- | ------------- |
| Canada (Music Canada) | Or            |
| États-Unis (RIAA)     | Or            |